# Arnaldo Mesa
Arnaldo Mesa (n. 6 decembrie 1967, Frank País⁠(d), Holguín Province⁠(d), Cuba – d. 17 decembrie 2012, Holguín, Cuba) a fost un boxer ce a reprezentat Cuba, medaliat olimpic. A participat la o ediție a Jocurilor Olimpice (1996) în care a câștigat o medalie de argint.

## Participări
Lista de mai jos prezintă principalele competiții la care a participat Arnaldo Mesa de-a lungul carierei.
- boxing at the 1996 Summer Olympics – bantamweight[*]